# Luras
Luras – miejscowość i gmina we Włoszech, w regionie Sardynia, w prowincji Sassari. Graniczy z Arzachena, Calangianus, Luogosanto, Sant'Antonio di Gallura i Tempio Pausania.
Według danych na rok 2004 gminę zamieszkiwały 2604 osoby, 29,9 os./km².